# 走査型マクスウェル応力顕微鏡
走査型マクスウェル応力顕微鏡（そうさがたマクスウェルおうりょくけんびきょう、英: Scanning Maxwell Stress Microscope: SMM）は、走査型プローブ顕微鏡の一種。

## 概要
原子間力顕微鏡 (AFM) と同様に探針に働く電気力（マクスウェル応力）を外部から印加した交流電圧により誘起される強制振動を検出することにより、表面電位、電荷、誘電率、電気伝導率など電気的情報と同時に表面形状の情報を取得できる。既存のAFMに回路を追加する事でSMMを実現できる。
通常のAFM用カンチレバーの探針部分表面に導電性を確保するための白金薄膜をスパッタリングにより 100 nm 程度被膜形成したものを用いる。V(t) = VDC + VACsinωt で表される外部交流電圧を探針に印加することにより誘起される探針表面と試料表面の電荷間に電気力（マクスウェル応力）が作用するので、これを強制力としてカンチレバーには ω および 2ω の角周波数成分を含んだ強制振動が生じる。この2つの振動成分をロックインアンプで同期検出する。ω 成分をゼロになるように直流電圧 VDC を調節するフィードバック制御により、表面電位像を得ることができ、また 2ω 成分を一定にするようにフィードバック制御を行うことにより、静電容量一定の条件で表面上を走査できる。

## 用途
- 表面電位、誘電率の分布の観察